# مشاري الجريبي
مشاري عبد الرحمن الجريبي لاعب كرة قدم سعودي ، يلعب في خط الهجوم يلعب حالياً في نادي النهضة.

## مسيرة اللاعب
لعب في أندية الإتفاق و النهضة و نجران و الساحل و الدرعية والترجي.